# Emanuel Querido

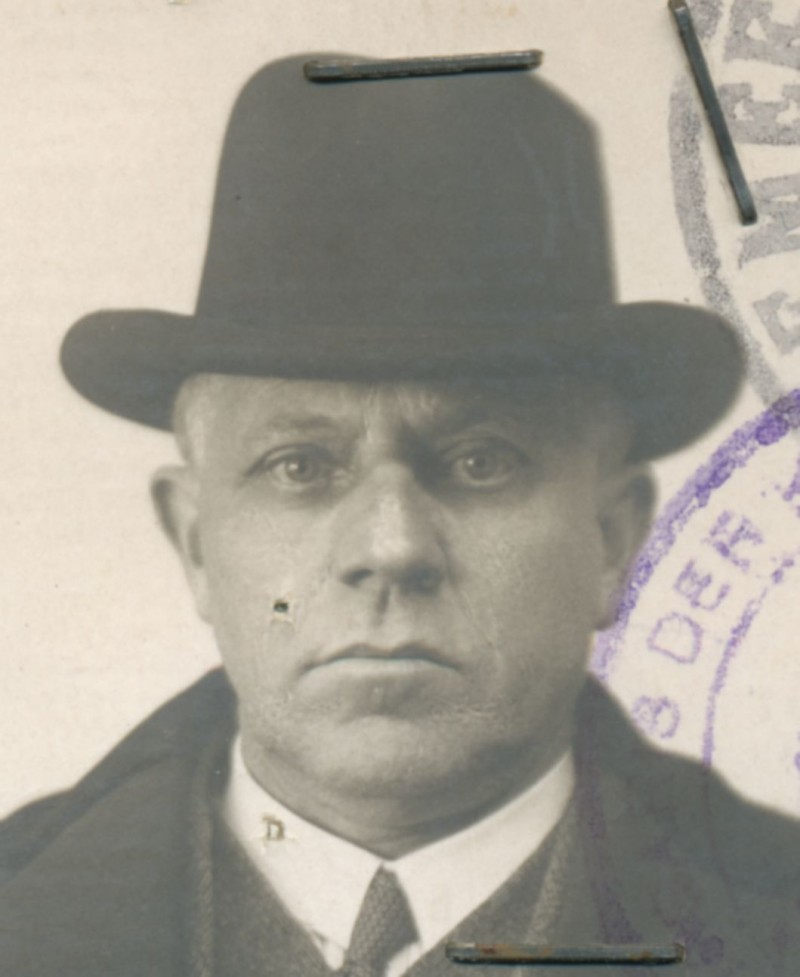
Emanuel Querido

Emanuel Querido (* 6. August 1871 in Amsterdam; † 23. Juli 1943 im Vernichtungslager Sobibor) war ein niederländischer Verleger.

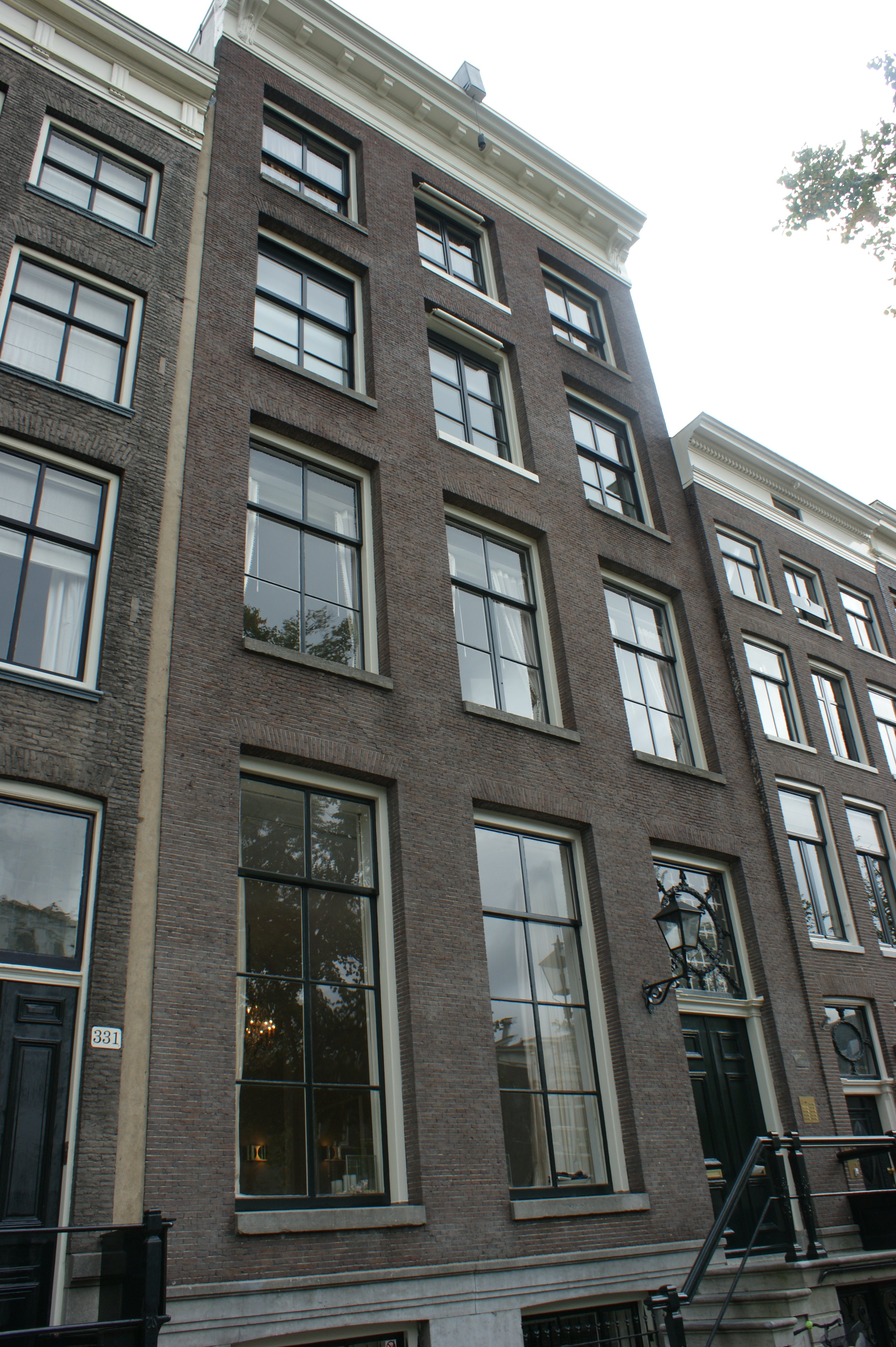
Amsterdam, Keizersgracht 333, Sitz der Verlage von Emanuel Querido (2011)

## Leben
Emanuel Querido entstammte einer jüdisch-sephardischen Familie portugiesischen Ursprungs aus Amsterdam. Sein Vater war als Diamantenschleifer tätig, sein Bruder war der Schriftsteller Israël Querido (1872–1932), seine Enkelin Lotte Hellinga.
Nachdem er zunächst im Diamantengewerbe gearbeitet hatte, eröffnete Querido 1898 eine eigene Buchhandlung an der Binnenamstel in Amsterdam und begann auch, Bücher zu verlegen. 1911 verlegte er das Geschäft als Versandbuchhandlung nach Bloemendaal, musste es jedoch 1913 aus wirtschaftlichen Gründen schließen. 1915 gründete er den Verlag Em. Querido’s Uitgeversmaatschappij N.V. mit Sitz in der Keizersgracht 333 in Amsterdam und wurde ein erfolgreicher Unternehmer. Im Jahr 1934 begründete er mit der Salamander-Reihe die erste Taschenbuchreihe in den Niederlanden.
Im April 1933 gründete er als Tochtergesellschaft mit dem aus Deutschland geflüchteten Fritz Landshoff den Querido Verlag für deutschsprachige Exilliteratur.
Nach der deutschen Besetzung der Niederlande im Mai 1940 wurde der Verlag in Amsterdam von der Gestapo geschlossen. Querido und seine Frau Jane Querido-Kozijn zogen sich nach Laren zurück, wo sie bereits seit 1929 privat wohnten. 1943 gingen sie in ein Versteck im benachbarten Blaricum, wurden jedoch verraten, nach Sobibor gebracht und dort ermordet. 